# Wawrzyniec Wiśniewski
Wawrzyniec Wiśniewski herbu Prus I (1823–1913) – polski szlachcic, powstaniec z 1863, sybirak.

## Życiorys
Wawrzyniec Wiśniewski urodził się w 1823 na Mazowszu w Wiśniewie Bajki, w polskiej rodzinie szlacheckiej Wiśniewskich herbu Prus, jako syn Michała i Wiktorii z Dobkowskich.
W 1855 Wawrzyniec Wiśniewski zakupił majątek ziemski Gomulin z Żachtą i Żądłem. Zamieszkał na stałe w Gomulinie w miejscowym dworze.

Dał się poznać nie tylko jako dobry gospodarz i zarządca. Dbał też o edukację włościan, otworzył szkołę w Gomulinie, zaadaptował na jej potrzeby budynek oraz zakupił w Warszawie podręczniki. Dzięki jego funduszom odbudowano zrujnowaną zakrystię i kruchtę w miejscowym kościele. Był fundatorem istniejącej do dziś kapliczki w Woźnikach.
Wawrzyniec Wiśniewski wziął aktywny udział w powstaniu styczniowym. Należał do władz powstańczych województwa kaliskiego, pełnił funkcję skarbnika powiatu piotrkowskiego. W 1864 został aresztowany i osądzony. Uznano go za przestępcę politycznego. Rosyjski wojenny naczelnik powiatu piotrkowskiego skazał go wyrokiem nr.4874 z 2 sierpnia 1864 na konfiskatę majątku oraz na 15 lat zesłania. Majątek ziemski o wartości 144 779 rubli srebrnych przejął rosyjski generał Meller-Zakomelski.
Na zesłaniu przebywał w okolicach osady Użur, niedaleko Aczyńska w Kraju Krasnojarskim. Zajmował się handlem zbożem i paszą dla koni. Zaopatrywał w te towary tamtejsze kopalnie złota. W 1872 uzyskał zwolnienie z zesłania, do kraju powrócił w 1873.
W 1879 Wiśniewski odkupił swój skonfiskowany majątek, za sumę 70 000 rubli.
Wawrzyniec Wiśniewski zmarł 24 września 1913, przeżył 90 lat, spoczywa na Starym Cmentarzu w Piotrkowie Trybunalskim.
11 listopada 2013 przed kościołem w Gomulinie uroczyście odsłonięto pomnik upamiętniający Wawrzyńca Wiśniewskiego i uczestników powstania styczniowego z parafii Gomulin.